# Geelvinck Hinlopen Huis

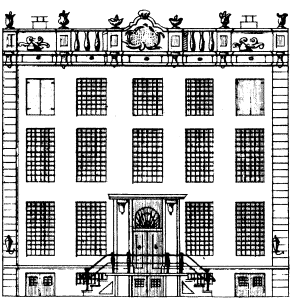
Tekening Herengracht 518 in het Grachtenboek van Caspar Philips. De lijstgevel in Lodewijk XIV-stijl, die rond 1725 moet zijn aangebracht, is verdwenen en aangepast.

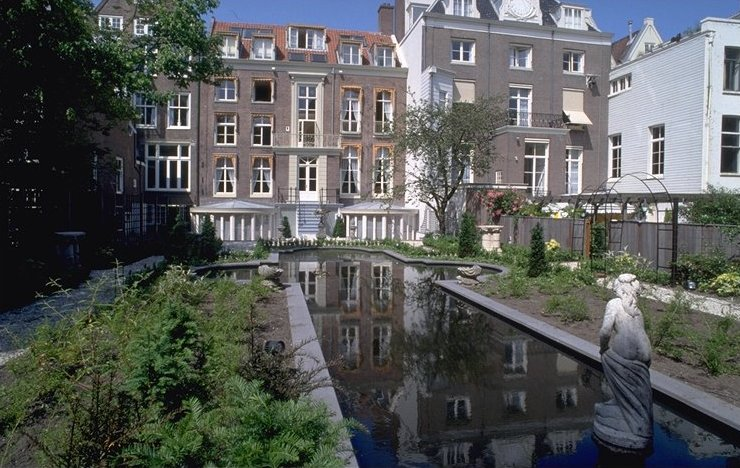
Achtergevel en tuin

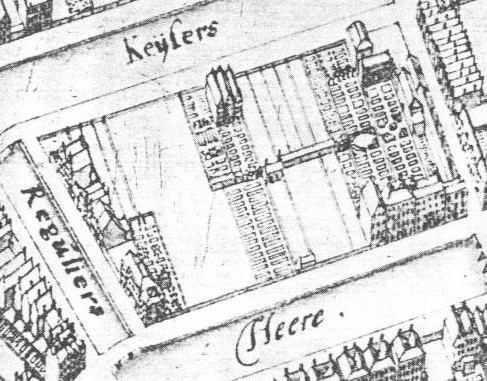
Detailkaart door Jacobus Bosch, waarop is te zien dat in 1680 een groot aantal kavels nog niet waren bebouwd

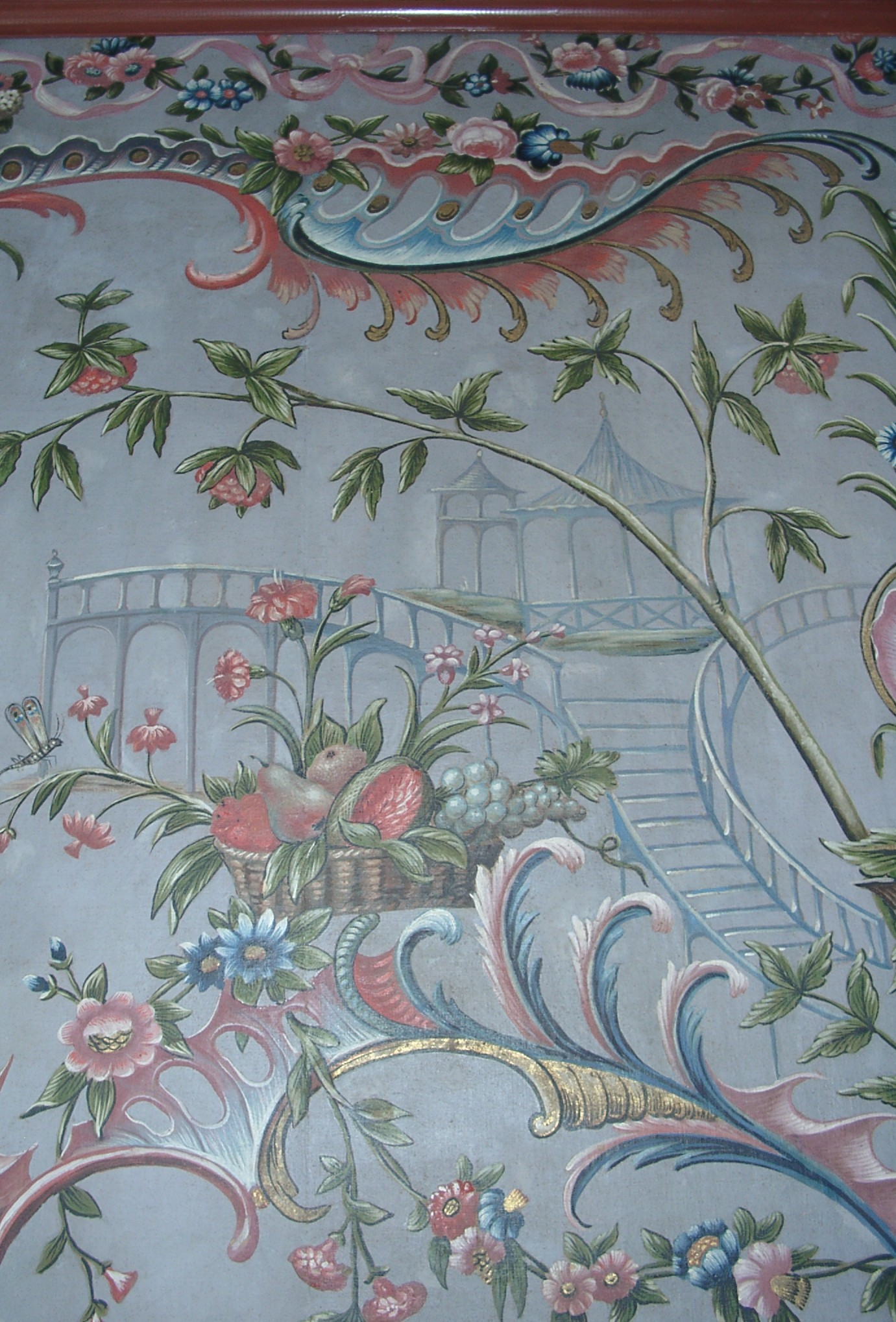
Behang met chinoiserie

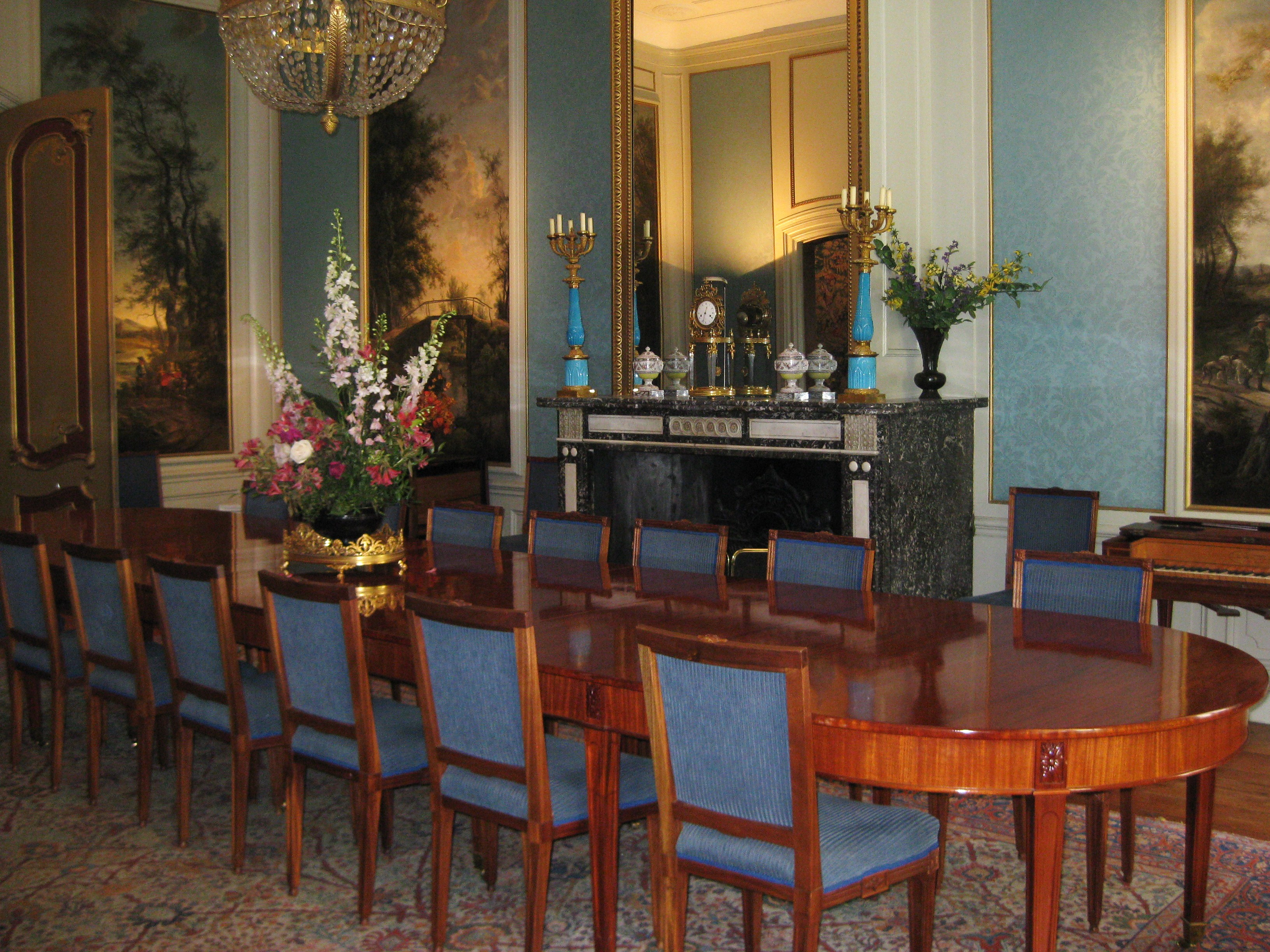
Eetkamer

Het Geelvinck Hinlopen Huis is een laat-17e-eeuws dubbelgrachtenhuis aan de Herengracht 518 (Stadspaleis) in Amsterdam met een bijbehorend voormalig koetshuis aan de Keizersgracht, waarin vanaf 1991 tot en met 2015 Museum Geelvinck was gevestigd. De ingang van het museum was in het voormalige koetshuis op Keizersgracht 633.

## Geschiedenis
In 1663 werd de Herengracht vanaf de Leidsegracht doorgetrokken tot aan de Amstel. In 1665 kocht een koopman uit Rouen twee naast elkaar gelegen kavels (7,25 x 50m) op een door de stad georganiseerde veiling. Al na een jaar verschenen de eerste huizen op dit deel van de gracht. Pas in 1683 kocht Albert Geelvinck twee nog steeds onbebouwde kavels voor 6.300 gulden. Het dubbele huis, in gezamenlijk eigendom, met rechts een woon- en links een werkgedeelte, werd voltooid in 1687.
Het Geelvinck Hinlopen Huis werd in 2015 verkocht aan een projectontwikkelaar die het in 2017 weer doorverkocht.

### Albert Geelvinck en Sara Hinlopen
Albert Geelvinck (1647-1693) was in 1680 getrouwd met de dertien jaar jongere Sara Hinlopen (1660-1749), een dochter van de lakenhandelaar en kunstverzamelaar Jan J. Hinlopen. Het hele gezin is afgebeeld op het Portret van de familie Hinlopen. Sara Hinlopen, al jong een wees, groeide op aan de Kloveniersburgwal, de familie Geelvinck woonde op het Singel. Beide families behoorden tot de 250 rijkste Nederlanders uit de Gouden Eeuw. Cornelis Geelvinck, zijn vader, was burgemeester van Amsterdam. Zolang zijn vader leefde kon hij niet toetreden tot de vroedschap. In 1688 werd Albert Geelvinck directeur van de Sociëteit van Suriname. (De Sociëteit, opgericht in 1683, was een samenwerking van de stad Amsterdam, met de WIC en Cornelis van Aerssen, heer van Sommelsdijk). In 1692 liet hij samen met Hendrick van Baerle vijfhonderd slaven naar Suriname vervoeren. Albert Geelvinck was lid van de vroedschap van 1690 tot zijn dood in 1693. Zijn weduwe betaalde successierechten over obligaties bij de VOC, landerijen in 's Graveland, op Texel en bij de Zijpersluis.
Na het overlijden van Albert Geelvinck hertrouwde Sara Hinlopen met de 50-jarige Mr Jacob Bicker, Hendriksz. (1642-1713), een rijke neef van haar eerste echtgenoot. Het paar trouwde gescheiden van bed en ook niet in gemeenschap van goederen. Sara kreeg voor 6.000 gulden juwelen ten geschenke bij het huwelijk, die ze terug moest geven als hij stierf. Vanaf 1707-1740 was Sara Hinlopen regentes van het Burgerweeshuis in de Kalverstraat. In 1742 had Sara Hinlopen een geschat inkomen van 8.000 gulden per jaar en drie man personeel.
Jacob Bicker Raye vermeldt in zijn dagboek dat Sara Hinlopen aan het einde van haar leven blind werd, maar dat zij tot op hoge leeftijd kerngezond was, smakelijk kon eten, goed kon slapen en erg zuinig leefde. Toen zij in 1749 stierf, vermaakte zij haar kapitaal van 350.000 gulden aan haar schoonzus en aan de kinderen van Lieve Geelvinck.

### Overige eigenaren en bewoners gerelateerd aan de eerste bewoners
- Agatha Levina Geelvinck
- Dirk Trip jr.
- Carel George van Wassenaer Obdam
- Joan Graafland, Pietersz.
- Willem Gerrit van de Poll

## Tuin, koetshuis en interieur
In 1687 kocht Albert Geelvinck een erf aan de Keizersgracht voor de uitbreiding van de tuin naar achter en de bouw van een koetshuis met een naastgelegen stal. De tuin zou ruim twee eeuwen zijn oorspronkelijke vorm behouden. Dit voormalige koetshuis, annex pakhuis, eertijds de Katoenboom geheten, tegenwoordig Keizersgracht 633, werd door Jurn Buisman na voltooiing van de restauratie vernoemd naar zijn moeder: het "Buisman-Boele Huis"; hiervan zijn de familiewapens in het raam boven de tuindeur te zien.
In de 18e eeuw is de tuin mogelijk verbonden geweest met de naastgelegen tuinen van Herengracht 516 en 520. De februaristorm in 1953 richtte in de binnentuinen grote schade aan. De tuinen van Herengracht 518, 520, 522 en 524 werden samengevoegd, maar zijn in de jaren 80 weer gescheiden. In 1991 werd het voormalige koetshuis weer aan het hoofdhuis toegevoegd en kon de oorspronkelijke tuinomvang van het ensemble worden hersteld.
Het huidige tuinontwerp is van de hand van de tuinarchitect Robert Broekema en verdeelt de tuin in een drietal "kamers", die ieder aan een periode uit de geschiedenis van de tuin refereren: de Hollandse knopentuin (zijde van het voormalig koetshuis), de Engelse landschapstuin (middengedeelte) en de Franse baroktuin (zijde van het hoofdhuis). De tuin draagt een romantisch karakter en aan de zijde van het hoofdhuis is een grote klassieke vijver gesitueerd.
Het hoofdhuis heeft op de bel-etage vier stijlkamers aan beide zijden van de centrale gang. Opvallend is het stucwerk in de vorm van een kruisgewelf in de gang en het trappenhuis dat op de as is gesitueerd. In het gangplafond bevindt zich het in hout uitgesneden wapen van Geelvinck - Hinlopen.
De salon heeft een marmeren rococo schouw uit ca. 1750 en een Lodewijk XV-stijl stucplafond, dat in de 19e eeuw is overgeschilderd; helaas zijn de grisailles omstreeks 1920 verdwenen.
De 'sael' heeft een houten lambrisering uit ca. 1750 - 1760 in een Lodewijk XVI-stijl. Daarin werden later (bij de restauratie van het museum in 1990), vijf beschilderde wandbehangsels, in 1788 geschilderd door Egbert van Drielst ,geplaatst, die bij de verhuizing in 2015 weer verwijderd zijn.
Het neoclassicistische plafond uit ca. 1760 in de huidige bibliotheek is gebaseerd op de interieurstijl van de gebroeders Adam. Deze stijl is gebaseerd op de decoraties in het paleis van de Romeinse keizer Diocletianus in Split. Het kwam tevoorschijn bij de renovatie in 1990 en is toen in de 19e-eeuwse kleurstelling hersteld. Rond 1760 is in de schoorsteenmantel door Johannes van Dreght een klassieke vrouwenkop aangebracht. De overige kleurstelling van deze zaal is rond 1830 over het eerdere schilderwerk aangebracht. De bibliotheekkasten zijn in 1990 geplaatst.
In de tuinkamer, waarin nog houten wandlijsten zichtbaar zijn uit 1687, domineert een in Brussel in de goudleerfabriek van Cornelis 't Kindt gemaakt behangsel (± 1765) met chinoiserieën, zoals een pagode, een bruggetje, een toren en een parasol met veel bellen. Daarnaast veel sierlijke schelpen, meestal rocailles genoemd, exotische vogels, een dolfijn, groenten, vruchten, paddenstoelen en planten. Deze wandbehangsels zijn bij de restauratie in 1990 geplaatst, waarbij tevens de kleurstelling uit 1687 weer zo veel mogelijk is teruggebracht. Bij de verhuizing van het museum zijn deze weer verwijderd.
In de hal hing een Brussels wandtapijt uit ca. 1600 naar een ontwerp van Michiel Coxie: Cyrus de Grote verbiedt de Lydiërs het gebruik van wapens omstreeks 1590 vervaardigd in opdracht van Phillips II. Aan het front van Herengracht 518 is bij de restauratie in 1990 boven de voordeur een wapenschild van de families Buisman en Ten Doesschate bekroond met een fleuronkroon geplaatst, alsmede een prinsgeschilderde vlaggenmast met een lanspunt (eertijds de enige in de grachtengordel). Herstel van het fronton (een tekening hiervan, door Monumentenzorg, bevindt zich in het Stadsarchief) is toen niet gerealiseerd. In 2014 werd ter gelegenheid van de huwelijksvoltrekking aldaar van Dunya Verwey en Jurn Buisman door Boudewijn Oranje (de toenmalig bestuursvoorzitter van Stadsdeel Centrum) een gedenkplaquette aan het front aangebracht. Wapenschild en gedenkplaquette zijn beschermd en vormen een blijvende herinnering aan de tijd dat hier Museum Geelvinck gevestigd is geweest.

## Museum
Het museum toonde de wooncultuur van de Amsterdamse regentenfamilies in de periode tussen de Gouden Eeuw en de Industriële Revolutie. Hoogtepunt van dit particuliere huismuseum was de beletage met vier stijlkamers, alsmede een grote tuin. De permanente opstelling toonde onder meer meubilair, porselein, glas, fortepiano's en objets d'art uit de 17e, 18e en 19e eeuw die de welvaart en de smaak van het Amsterdamse patriciaat uit die tijd illustreerden.
In het museum waren onder meer te zien een grote landschapschildering van Gillis Claesz. de Hondecoeter, een portret van Lodewijk van der Helst (portret van Adriana Hinlopen, 1667), een ijsgezicht van Anthonie Verstraelen, een pronkstilleven van Pieter de Ring, een bloemenstilleven van Daniël Seghers, een zeegezicht van Hans Goderis en een veduta van Jan Ekels de Oude.
In 2007 heeft het voormalige Sweelinck Museum een deel van zijn collectie historische instrumenten aan Museum Geelvinck in bruikleen gegeven, waaronder een tafelpiano uit 1787 gebouwd door Buntebart and Sievers (de oudste piano in Nederlands museaal bezit); een uit 1803, gebouwd door de firma Broadwood & Sons; een lyravleugel gebouwd door Johan Christian Schleip in Berlijn rond 1820, en een Erard vleugel gebouwd in Londen in 1862. Sedert 2010 was het beheer van de gehele collectie, bestaande uit ruim 80 historische piano(forte)s, onder de vleugels van het museum gebracht.
In 2015 bezochten ruim 45.000 bezoekers het museum. Zij werden ontvangen door een team van ruim zestig vrijwilligers, de Huisvincken. De tuin, met het rosarium, werd onderhouden door een team Tuinvincken. De tuin was opgenomen in het European Garden Heritage Network en bovendien een Tuinreservaat en opgenomen als Open Tuin van de Nederlandse Tuinenstichting. Sedert 2005 vonden er wekelijks concerten in het Geelvinck Hinlopen Huis plaats en vanaf 2011 een jaarlijks festival, het Geelvinck Fortepiano Festival. In 2015 organiseerde het museum ruim 120 concerten. 
Museum Geelvinck vestigde zich na het vertrek in december 2015 uit het Geelvinck Hinlopen Huis in de Posthoornkerk aan de Haarlemmerstraat, waar het in de catacomben een depot en oefenruimtes voor conservatoriumstudenten heeft. De belangrijkste concertreeks, de Geelvinck Salon, heeft Museum Geelvinck na zijn verhuizing voortgezet in het Museum Cromhouthuis en daarna in het Luther Museum Amsterdam. In 2017 opende het museum een nieuwe vestiging in Zutphen, het Geelvinck Muziek Museum. Tevens is het museum een nauwe samenwerking aangegaan met het Pianola Museum, dat sedertdien het Geelvinck Pianola Museum wordt genoemd.